# 설악면
설악면(雪岳面)은 대한민국 경기도 가평군의 면이다. 넓이는 141.53 km2이고, 인구는 2016년 12월 말 주민등록 기준으로 8,986 명이다.
설악면은 북한강 남쪽에 있어서 본래 양평군에 속했는데, 1942년 가평군에 편입되었다. 강원특별자치도에 있는 설악산과는 무관하다. 
이 지역은 본디부터 양평군에 속해 있었기에 양평 방언을 사용한다. 문화나 성격 또한 가평읍이나 북면 일대 사람들과 사뭇 다른 편이다.

## 연혁
- 백제 시대: 거사참현(현재의 양평군 일대임.)
- 고려 시대: 미원현
- 1668년: 양근군에 편입
- 1908년: 양평군 북상도면, 북하도면
- 1914년: 양평군 설악면
- 1942년 10월 1일: 가평군 설악면[1]
- 1973년 7월 1일: 양평군 서종면 노문리 일부를 편입[2]

## 행정 구역
- 이천리(梨泉里)
- 묵안리(墨安里)
- 미사리(彌沙里)
- 방일리(訪逸里)
- 사룡리(沙龍里)
- 선촌리(仙村里)
- 설곡리(雪谷里)
- 송산리(松山里)
- 신천리(新川里): 면사무소 소재지
- 엄소리(嚴沼里)
- 위곡리(位谷里)
- 가일리(可逸里)
- 창의리(倉宜里)
- 천안리(天安里)
- 회곡리(檜谷里)